# Manuel Teodoro
Manuel Teodoro Bermúdez (Nueva Orleans, 12 de abril de 1960) es un periodista filipino nacido en Estados Unidos y que posee las nacionalidades estadounidense y la colombiana.

## Biografía
Nació el 12 de abril de 1960 en la ciudad de Nueva Orleans en Estados Unidos, aprendió el castellano de su madre cartagenera y el tagalog de su padre filipino. Vivió hasta los dieciséis años en Filipinas, sin embargo culminó sus estudios secundarios en Bogotá.
Posteriormente regresó a Estados Unidos y se incorporó a la Armada de los Estados Unidos, en donde estuvo por casi un año. Después, decidió estudiar odontología en su estado natal Luisiana pero terminando el primer semestre abandonó la facultad.
Ha sido profesor de inglés en Miami y Madrid. Se graduó finalmente como periodista en la Universidad de Miami en la década de los ochenta.
En 1994 se casó con la vallecaucana Ana Isabel Zamorano en la ciudad de Cali, a quien había conocido un tiempo atrás, porque confidencialmente vivían en el mismo edificio. Después del casamiento se residieron dos años en la ciudad de Nueva York con quien tiene 2 hijos.

## Carrera profesional
Inició su carrera profesional en 1984 como asistente editorial para CBS News. Luego se pasó para Univisión, en donde fue reportero y productor, además de corresponsal en Filipinas. 
Más adelante se convertiría en corresponsal de la CNN en Nueva York. En 1994 se fue para Colombia, como corresponsal de CNN y también como conductor del Noticiero CM&. Pasó al Noticiero Nacional y el Noticiero de las 7. Dos años después se pasó a Caracol Televisión, en donde dirigió y presentó el programa periodístico de Séptimo día, que, a pesar de su éxito, salió del aire en el año 2000 debido a la gran cantidad de demandas contra el programa, todas ellas ganadas al final por Caracol Televisión. Teodoro regresó a Estados Unidos y allí trabajo como reportero en KNBC en Los Ángeles y en Canal 9 de Nueva York.  
En 2007 Manuel Teodoro volvió a Caracol Televisión para dirigir y presentar, con Silvia Corzo, una nueva temporada de Séptimo día, que inició el 10 de junio de 2007. El programa cuenta actualmente con la participación de reporteros como Diego Guauque, Alejandra Rodríguez, Andrea Santa, Juan Guillermo Mercado y Paola Rojas, además de un equipo de trabajo conformado por cinco productores periodísticos.
Manuel Teodoro ha ganado 14 premios de periodismo.
Actualmente es socio de la agencia de comunicaciones Media Trainers.